# Parroquia Bolívar
La Parroquia Bolívar, forma parte del casco urbano de Guayaquil, nombrada en honor al libertador Simón Bolívar, continúa siendo un área vital para la ciudad de Guayaquil, con una mezcla de servicios médicos, comercio y educación que atiende a una población diversa y dinámica. El área es de alrededor de 31 hectáreas. La población era 6758 en 2010. 

## Historia
La parroquia Bolívar, ubicada en la ciudad de Guayaquil, ha sido un sector clave en el desarrollo urbano y social de la ciudad. Hasta hace 54 años, esta área estaba compuesta principalmente por viviendas. Todo cambió en 1948 con la inauguración de la maternidad Enrique Sotomayor, ubicada en la calle Pedro Pablo Gómez, entre Seis de Marzo y Juan Pío Montúfar. Este centro médico fue fundamental para atender a las parturientas no solo de Guayaquil, sino también de otros cantones cercanos.
Durante la década de 1970, la población del Puerto creció significativamente, lo que llevó a un aumento en la demanda de servicios médicos. En esa época, ya operaban clínicas como la Tamayo Ortega y Antonio Gil. A partir de los años 80, comenzaron a proliferar más centros médicos, farmacias y laboratorios alrededor de la maternidad, consolidando a la parroquia Bolívar como un importante polo de atención médica.

## Límites
La parroquia Bolívar abarca aproximadamente 60 cuadras, delimitadas por las siguientes calles:
- Norte: la calle Colón.[4]
- Sur: la calle Carlos Gómez Rendón.[4]
- Este: calle Lorenzo de Garaycoa.[4]
- Oeste: la avenida Quito.[4]

Dentro de estos límites, se encuentran diversas instituciones médicas, comerciales y educativas.

## Población
La parroquia Bolívar no solo es hogar de una gran cantidad de guayaquileños, sino también de personas provenientes de otros cantones que nacieron y se establecieron en este sector. La creciente demanda de servicios médicos y comerciales ha atraído a una población diversa y en constante crecimiento.

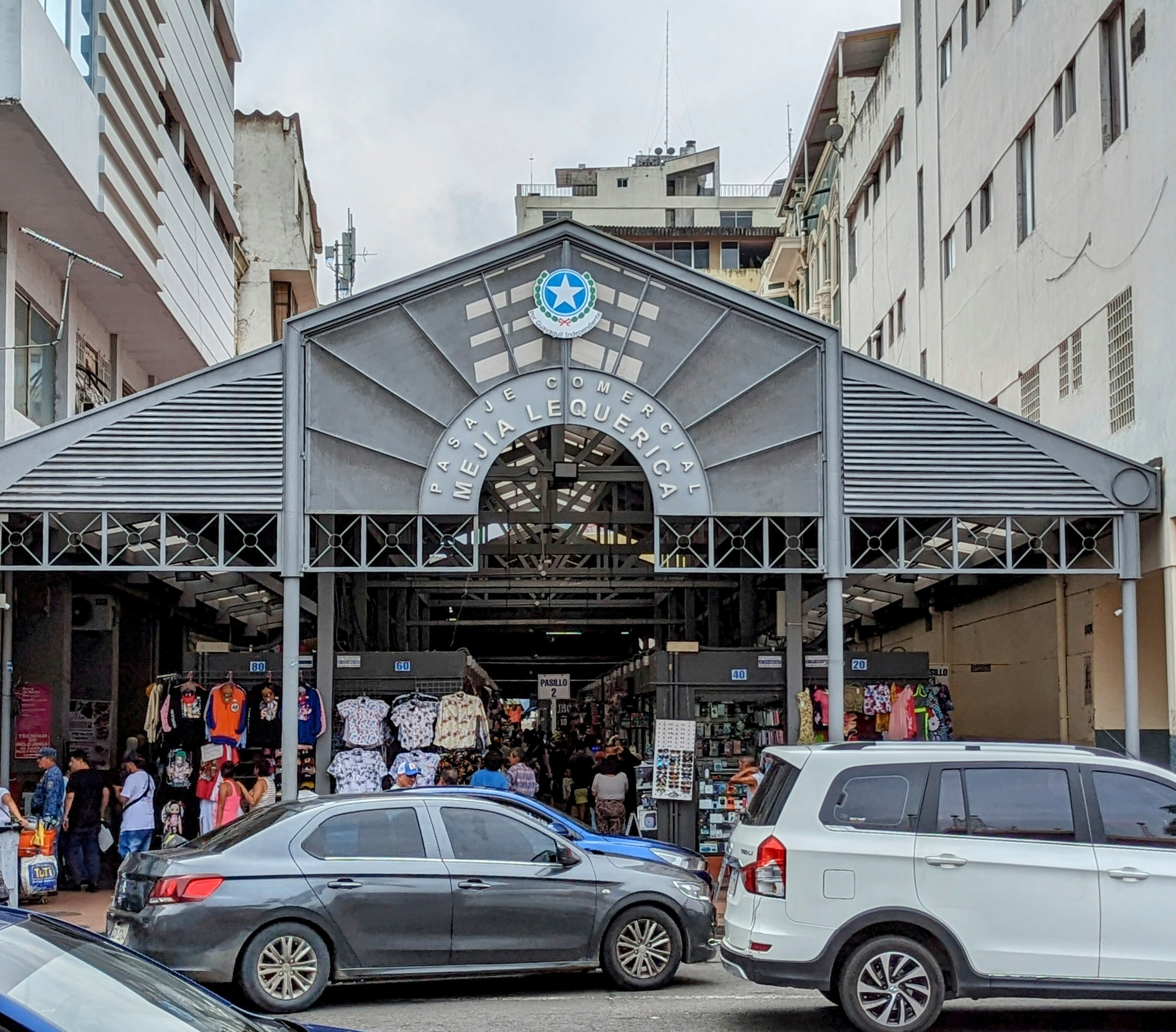
Pasaje Comercial Lejía Lequerica en Guayaquil

## Lugares de Interés
- Maternidad Enrique Sotomayor: Este centro médico es uno de los más importantes de la ciudad, especializado en ginecología y obstetricia. A su alrededor se han establecido numerosas clínicas, laboratorios y farmacias que atienden a la comunidad las 24 horas del día.[2][5]Más de 1'600.000 guayaquileños nacieron en la maternidad Enrique Sotomayor.[6]Funcionó durante 68 años en el cuadrante de las calles Pedro Pablo Gómez, Ayacucho, Pío Montúfar y 6 de Marzo, centro de Guayaquil.[6]
- Comercio Informal: En la calle Pedro Moncayo, desde Febres Cordero hasta Colón, se encuentran asentados numerosos comerciantes informales que venden una variedad de productos como ropa, muebles, utensilios del hogar, llantas, cocinetas y bicicletas. Aunque no es tan intenso como el comercio en La Bahía, los precios en esta área suelen ser más bajos.[2][7][8][9]
- Educación: En la parroquia hay varias instituciones educativas importantes, entre ellas el Colegio Mercantil, fue el colegio más popular de Guayaquil,[10] ubicado en la calle Seis de Marzo entre Alcedo y Pedro Pablo Gómez,[10] y las escuelas República de México,[11] San Francisco de Quito y García Moreno.[2]
- Comercio de Calzado: En la calle Lorenzo de Garaicoa, desde Colón hasta Gómez Rendón, existen aproximadamente 50 establecimientos dedicados a la venta de zapatos, destacándose como una de las principales áreas comerciales de la parroquia.[2]